# Tiertex
Tiertex Design Studios (spesso più conosciuta come Tiertex Ltd) è stata una compagnia inglese di sviluppo software e hardware, fondata nel 1987 e per molti anni dedita soprattutto allo sviluppo di videogiochi, tra cui molte conversioni di giochi arcade per i computer casalinghi realizzate per conto della U.S. Gold.
La compagnia, ha avuto diverse succursali in Europa e si è occupata di dispositivi elettronici e di giochi per piattaforme mobili, principalmente smartphone e tablet.
L'azienda ha chiuso il 15 agosto 2021.